# Kornél Oszlányi

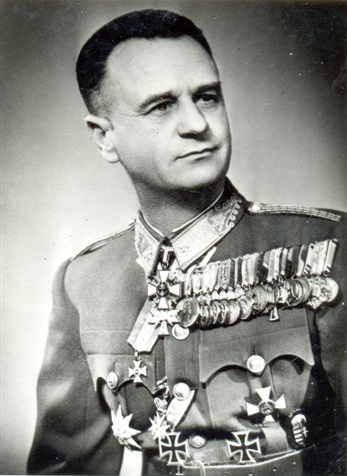
Generalmajor Vitéz Kornél Oszlányi

Kornél Oszlányi (* 25. September 1893; † 16. November 1960) war ein Offizier der Königlich Ungarischen Armee und als Division-Kommandeur im Zweiten Weltkrieg.

## Biografie
Kornél Oszlányi war der Sohn von Márton Oszlányi und Mária Schwenk. Im Jahr 1911 absolvierte Oszlányi die Infanterie-Militärschule in Kassa. Im Ersten Weltkrieg kommandierte er eine Kompanie im k.u.k. Infanterieregiment Nr. 52. Im Juli 1917 erhielt er die Goldene Tapferkeitsmedaille für herausragendes und mutiges Verhalten.
Im Jahr 1927 wurde er dem Verteidigungsministerium unterstellt. Von 1933 bis 1936 war er Leiter der Verteidigungsabteilung des Landesritterstuhls (Országos Vitézi Szék). Im März 1939 nahm er als Oberstleutnant an der Rückeroberung Transkarpatiens als Kommandant des Radfahrtruppen-Bataillons 15 teil. Zwischen 1941 und 1942 diente er als Oberst im 2. Infanterie-Regiment „Palatin Joseph“.
Ab November 1942 kämpfte er am Don als Kommandant der 9. Leichten Division von Nagykanizsa. Während des Rückzugs beschützte er seine Soldaten vor einer Reihe von Krisen. Gleichzeitig ergriff er in vielen Fällen drastische Maßnahmen, um die Disziplin aufrechtzuerhalten.
In den Stellungen entlang des Don schlug er mit seiner Division 12 Tage lang die Angriffsserie der Russen zurück und sorgte  für den geordneten Rückzug der deutschen Streitkräfte am Brückenkopf Woronesch. Obwohl er bei den Kämpfen schwer verwundet wurde, kämpfte er weiter.
Im Zweiten Weltkrieg erhielt er 1944 für seine Tapferkeit als einziger Offizier das Ritterkreuz des Militär-Maria-Theresien-Orden. 1944 kämpfte er an der Spitze der 10. Infanterie-Division in Kaposvár an der Karpatenfront gegen die Russen, die versuchten, ins Inland einzudringen. Er war der letzte Offizier, der mit den Militär-Maria-Theresien-Orden ausgezeichnet wurde.
Nach seiner Entlassung aus amerikanischer Gefangenschaft lebte er in Deutschland und ab 1951 in den USA. Er starb 1960 in Cleveland, USA. 1993 wurde er postum zum Generalleutnant befördert.

## Auszeichnungen
- Ritterkreuz des Militär-Maria-Theresien-Ordens
- Kommandeur des Ungarischen Verdienstordens
- Goldene Tapferkeitsmedaille für Offiziere
- Offizier des Ungarischen Verdienstordens
- Militär-Verdienstmedaille (Österreich)
- Ungarische Militär-Verdienstmedaille
- Kreuz für nationale Verteidigung
- Ehrenzeichen für Verdienste um das Rote Kreuz, Ehrenkreuz II. Klasse
- Feuerkreuz für Frontkämpfer
- Karl-Truppenkreuz
- Verwundetenmedaille (Österreich-Ungarn)
- Ungarische Weltkriegs-Erinnerungsmedaille
- Erinnerungsmedaille an die Befreiung Oberungarns
- Erinnerungsmedaille an die Befreiung Siebenbürgens
- Erinnerungsmedaille an die Rückgewinnung Südungarns
- Eisernes Kreuz, I. Klasse
- Eisernes Kreuz, II. Klasse
- Orden der Krone König Zvonimirs I., Klasse mit Stern
- Orden des Standes der Tapferen